# Atletiek op de Olympische Zomerspelen 2024 – 3000 meter steeplechase vrouwen
De 3000 meter steeplechase voor vrouwen  op de Olympische Zomerspelen 2024 vond plaats op vier en zes augustus in het Stade de France in Parijs. Titelverdedigster was Peruth Chemutai uit Oeganda, werd in 2024 verslagen door Winfred Yavi uit Bahrein, het zilver was voor Peruth Chemutai en het brons werd gewonnen door de Keniaanse Faith Cherotich.

## Records
Voorafgaand aan het toernooi waren dit het wereldrecord en het olympisch record.
| Wereldrecord     | Kenia Beatrice Chepkoech          | 8.44,32 | Monaco | 20 juli 2018     |
| Olympisch record | Rusland Goelnara Samitova-Galkina | 8.58,81 | Peking | 17 augustus 2008 |

## Resultaten

### Series
De eerste drie van elke serie kwalificeerden zich direct voor de finale (Q). Van de overgebleven atleten kwalificeerden de zes tijdsnelsten zich ook voor de finale (q).

#### Serie 1
| Rang | Naam             | Naam | Tijd    | Bijz. |
| ---- | ---------------- | ---- | ------- | ----- |
| 1    | Peruth Chemutai  | UGA  | 9:10.51 | Q     |
| 2    | Faith Cherotich  | KEN  | 9:10.57 | Q     |
| 3    | Gesa Krause      | GER  | 9:10.68 | Q, SB |
| 4    | Courtney Wayment | USA  | 9:10.72 | Q     |
| 5    | Lomi Muleta      | ETH  | 9:10.73 | Q, PB |
| 6    | Marwa Bouzayani  | TUN  | 9:10.91 | PB    |
| 7    | Carolina Robles  | ESP  | 9:22.48 |       |
| 8    | Parul Chaudhary  | IND  | 9:23.39 | SB    |
| 9    | Aneta Konieczek  | POL  | 9:24.43 | PB    |
| 10   | Daisy Jepkemei   | KAZ  | 9:24.69 |       |
| 11   | Aimee Pratt      | GBR  | 9:27.26 | SB    |
| 12   | Regan Yee        | CAN  | 9:27.81 |       |

#### Serie 2
| Rang | Naam               | Naam | Tijd    | Bijz. |
| ---- | ------------------ | ---- | ------- | ----- |
| 1    | Winfred Yavi       | BRN  | 9:15.11 | Q     |
| 2    | Sembo Almayew      | ETH  | 9:15.42 | Q     |
| 3    | Valerie Constien   | USA  | 9:16.33 | Q     |
| 4    | Elizabeth Bird     | GBR  | 9:16.46 | Q     |
| 5    | Norah Jeruto       | KAZ  | 9:16.46 | Q, SB |
| 6    | Olivia Gürth       | GER  | 9:16.47 | PB    |
| 7    | Ceili McCabe       | CAN  | 9:20.71 |       |
| 8    | Kinga Królik       | POL  | 9:26.61 | PB    |
| 9    | Luiza Gega         | ALB  | 9:27.41 |       |
| 10   | Flavie Renouard    | FRA  | 9:27.70 | SB    |
| 11   | Cara Feain-Ryan    | AUS  | 9:28.72 | PB    |
| 12   | Jackline Chepkoech | KEN  | 9:35.56 |       |

#### Serie 3
| Rang | Naam                    | Naam | Tijd    | Bijz. |
| ---- | ----------------------- | ---- | ------- | ----- |
| 1    | Beatrice Chepkoech      | KEN  | 9:13.56 | Q     |
| 2    | Alice Finot             | FRA  | 9:14.78 | Q     |
| 3    | Lea Meyer               | GER  | 9:14.85 | Q, PB |
| 4    | Alicja Konieczek        | POL  | 9:16.51 | Q, NR |
| 5    | Irene Sánchez-Escribano | ESP  | 9:17.39 | Q, PB |
| 6    | Ilona Mononen           | FIN  | 9:22.77 | NR    |
| 7    | Marisa Howard           | USA  | 9:24.78 |       |
| 8    | Stella Rutto            | ROU  | 9:31.23 |       |
| 9    | Amy Cashin              | AUS  | 9:32.93 |       |
| 10   | Tatiane Raquel da Silva | BRA  | 9:33.96 | SB    |
| 11   | Belén Casetta           | ARG  | 9:34.78 |       |
| 12   | Xu Shuangshuang         | CHN  | 9:43.50 |       |

### Finale
| Rang   | Naam                    | Naam | Tijd    | Bijz. |
| ------ | ----------------------- | ---- | ------- | ----- |
| Goud   | Winfred Yavi            | BRN  | 8:52.76 | OR    |
| Zilver | Peruth Chemutai         | UGA  | 8:53.34 | NR    |
| Brons  | Faith Cherotich         | KEN  | 8:55.15 | PB    |
| 4      | Alice Finot             | FRA  | 8:58.67 | ER    |
| 5      | Sembo Almayew           | ETH  | 9:00.83 | SB    |
| 6      | Beatrice Chepkoech      | KEN  | 9:04.24 |       |
| 7      | Elizabeth Bird          | GBR  | 9:04.35 | NR    |
| 8      | Lomi Muleta             | ETH  | 9:06.07 | PB    |
| 9      | Norah Jeruto            | KAZ  | 9:08.97 | SB    |
| 10     | Lea Meyer               | GER  | 9:09.5  | PB    |
| 11     | Irene Sánchez-Escribano | ESP  | 9:10.43 | PB    |
| 12     | Courtney Wayment        | USA  | 9:13.60 |       |
| 13     | Alicja Konieczek        | POL  | 9:21.31 |       |
| 14     | Gesa Felicitas Krause   | GER  | 9:26.96 |       |
| 15     | Valerie Constien        | USA  | 9:34.08 |       |

2008: Goelnara Samitova-Galkina ·
2012: Habiba Ghribi ·
2016: Ruth Jebet ·
2020: Peruth Chemutai ·
2024: Winfred Yavi